# 4010 Nikolʹskij
A 4010 Nikolʹskij (ideiglenes jelöléssel 1977 QJ2) a Naprendszer kisbolygóövében található aszteroida. Nyikolaj Sztyepanovics Csernih fedezte fel 1977. augusztus 21-én.